# Herbie Jones
Herbert „Herbie“ Jones (* 1926 in Miami; † 19. März 2001) war ein US-amerikanischer Jazztrompeter und Arrangeur.

## Leben und Wirken
Jones begann mit 14 Jahren, sich als Musiker zu betätigen; er verließ vorzeitig das College, zog nach New York und spielte bei Lucky Millinder, anschließend bei Andy Kirk, Buddy Johnson und Cab Calloway. Daneben hatte er Unterricht in Arrangement und Komposition bei Eddie Barefield. Erste Aufnahmen entstanden 1956 mit André Persiany (Swinging Here and There). Ab 1963 arbeitete er bei Duke Ellington; In dessen Orchester spielte er vorwiegend die Melodie-Linien, aber nur selten Solos. Er war an Ellingtons Sacred Concerts beteiligt und arrangierte für ihn Songs wie El Busto, Cootie's Caravan, The Prowling Cat und The Opener. Kurz nach dem Auftritt des Duke Ellington Orchestras auf dem Newport Jazz Festival und einer Südamerika-Tournee 1968 verließ er die Band. Im Bereich des Jazz war er zwischen 1956 und 1968 an 110 Aufnahmesessions beteiligt, außer den Genannten auch bei Johnny Hodges. In späteren Jahren unterrichtete er in der freien Schule Arts and Culture Inc. und leitete das Bugle Corps der Police Athletic League in Harlem. Er starb 2001 im Alter von 74 Jahren an den Folgen einer Diabeteserkrankung.